# На озері (фільм)
На о́зері (англ. Lake Effects) — американський фільм 2012 року.

## Сюжет
Сестри Сара і Лілі виросли в невеликому містечку на березі гірського озера. Сара поїхала в Лос-Анджелес і стала юристом, а Лілі залишилася з батьками і зайнялася живописом. В автокатастрофі гине батько сімейства, і Сара після довгих років відсутності приїжджає додому. Тут вона знайомиться з групою місцевих ентузіастів, які шукають у водах озера динозавра.

## У ролях
- Скотті Томпсон — Сара
- Джейн Сеймур — Вівіан
- Мадлен Зіма — Лілі
- Джефф Фейгі — Рей
- Каспер ван Дін — Еш Генсон
- Шон Патрік Фленері — Марк Фаттерман
- Бен Севідж — Карл
- Еял Поделл — Тайлер
- Річард Молл — Олд Вік
- Рон Кенада — Вінчестер
- Мері Бет МакДонаф — Елізабет
- Річард Рілі — МакКаррен
- Дженніфер Мессі — Дженні
- Скотт Вінтерс — Дейв Бойерс
- Мартін Томпсон — священик
- Беррі Папік — турист
- Сара Елізабет Тіммінс — Ірен
- Брайан Вімер — Рассел
- Скотт Вічманн — Ларрі
- Тамара Джонсон — Дотті
- Джен Гайнс Голл — секретар міської корпорації
- Катріна Гарібальді — Ейнслі
- Чарльз Гупер — Боб
- Стів Мейсон — Оператор
- Френсіс Мітчелл — місіс Тіннелл
- Чинах Гелмандоллар — міс Вірджинія
- Ді Ді Бондурант — Ді Ді
- Гебріел Саттл — Ремі